# Chemio ipertermia intraperitoneale
La chemio ipertermia intraperitoneale (in sigla HIPEC o IPHC) è un tipo di terapia ipertermica utilizzato in combinazione con la chirurgia nel trattamento di tumori addominali allo stadio avanzato.
In questa procedura, delle medicazioni antitumorali riscaldate si infondono e circolano nella cavità peritoneale del paziente per una piccola quantità di tempo. Gli agenti chemioterapici infusi generalmente durante la IPHC sono la Mitomicina-C e il cisplatino.

## Utilizzi medici
La IPHC è usata generalmente dopo la rimozione chirurgica massimale di un tumore (in gergo, debulking o citoriduzione), che nel caso specifico potrebbe includere la rimozione di tutte le aree peritoneali. Le evidenze supportano un beneficio in certi casi di tumore ovarico.
Al 2020, non ci sono abbastanze prove per supportare il loro utilizzo nel carcinoma avanzato dell'epitelio ovarico, delle tube di Falloppio, del carcinoma primario peritoneale, del carcinoma ovarico ricorrente, nella carcinomatosi peritoneale colorettale, nella carcinomatosi peritoneale gastrica, nel mesotelioma peritoneale maligno, o nel neoplasma mucinoso dell'appendice.
Queste procedure possono durare 8-10 ore e possono comportare numerose complicazioni.
La controparte del torace nella terapia ipertermica è conosciuta come HITOC (Hyperthermic intrathoracic chemotherapy).

### Agenti chemioterapici
Sono utilizzati diversi chemioterapici, e non c'è un consenso generalizzato su quale farmaco utilizzare. La mitomicina C e l'oxaliplatino sono quelli più utilizzati per il cancro colorettale, mentre il cisplatino è utilizzato nel carcinoma ovarico.

## Storia
Nel 1934, Joe Vincent Meigs in New York descrisse originariamente la citoriduzione per il tumore ovarico sotto la premessa della patologia microscopica riduttiva.